# 发箐苗族彝族乡
发箐苗族彝族乡，是中华人民共和国贵州省六盤水市水城区一个已撤销的民族乡。
2015年前，下辖清塘村、大坡村、发戛村、海螺村、发箐村。2015年6月4日，贵州省人民政府批复同意水城县乡镇行政区划调整，撤销发箐苗族彝族乡，将其所辖行政区域划归保华镇。